# دام أون جر
دام أون جر Dame Un Grrr  هي أغنية بوب إسبانية صدرت في 20 يونيو 2025، من إنتاج فانتوميل (Fantomel) وكيت لين (Kate Linn). اكتسبت الأغنية شهرة واسعة بفضل إيقاعها الحيوي وأسلوبها المرح، مما جعلها تتصدر قوائم التريند على منصات التواصل الاجتماعي مثل تيك توك، حيث أصبحت مستخدمة بشكل كبير في مقاطع الرقص والتحديات.

## خلفية
تم إصدار الأغنية عبر منصات البث الموسيقي مثل سبوتيفاي وآبل ميوزك وأمازون ميوزك، مع مقطع صوتي رسمي نُشر على يوتيوب في 20 يونيو 2025. ووفقًا لتقارير، يجري العمل على فيديو موسيقي رسمي للأغنية، والذي يُتوقع إصداره لاحقًا.كلمات الأغنية وأسلوبهاتتميز كلمات "ديمي أون غرر" بطابعها البسيط والجذاب، حيث تدور حول الاحتفال بالحركة والطاقة الإيجابية. الجزء الرئيسي من الأغنية يتضمن عبارة متكررة "Dame un grr"، التي تُترجم إلى "أعطني قطة"، وهي دعوة مرحة للجمهور للتفاعل مع الإيقاع. الكورس يتضمن مقاطع مثل:Dame un grr (Un qué?) / Un grr (Un qué, un qué?) / Un grr (Un qué?) / Un grr / Un grr, un grr, un grr, un grr (Un qué?)I love / When you shake it, shake it / When I see you goتُعبر هذه الكلمات عن الطاقة الحماسية والرغبة في الرقص والاحتفال

## الاستقبال
حققت الأغنية نجاحًا كبيرًا على منصات التواصل الاجتماعي، خاصة تيك توك، حيث أنشأ مستخدمو TikTok أكثر من 6 ملايين مقطع فيديو على أنغام الأغنية، كما حققت أكثر من 4 مليارات مشاهدة ،   العديد من مقاطع الفيديو التي تضمنت تحديات رقص وتفاعلات إبداعية. كما أصبحت عنصرًا أساسيًا في قوائم التشغيل على منصات مثل سبوتيفاي وآبل ميوزك. أشادت كيت لين بمتابعيها، معبرة عن امتنانها لدعمهم قائلة: «آمل أن تُلهمكم هذه الأغنية لمواصلة الإيمان بأحلامكم، Dame Un Grrr هو حلم تحقق بفضلكم جميعًا».
وأسهمت الأغنية في تعزيز مكانة كيت لين كفنانة عالمية، حيث نجحت في دمج تأثيراتها الرومانية مع أسلوب البوب العالمي، مما جعل الأغنية تجذب جمهورًا متنوعًا عبر الحدود الثقافية. كما أن تعاونها مع فانتوميل أضاف بُعدًا إبداعيًا